# Бриан, Камиль
Камиль Бриан (фр. Camille Bryen; 17 сентября 1907[…], Нант, метрополия Франции — 8 мая 1977[…], IV округ Парижа) — французский поэт, художник, скульптор.

## Биография и творчество
В 1926 году приехал в Париж, сблизился с сюрреалистами. Первая персональная выставка состоялась в 1934 году. После Второй мировой войны принадлежал к лирическому абстракционизму. Выступал также как художник книги, иллюстрировал Ж. Лафорга, Т. Тцара, М. Бютора и др.

## Литературные тексты
- Désécritures: poèmes, essais, inédits, entretiens. Dijon: Presses du réel, 2007

## Каталоги выставок
- Boutet-Loyer J. Bryen et le défi de la peinture éternelle. Paris: Galerie Callu Merite, 1990
- Camille Bryen à revers. Paris: Somogy; Nantes: Musée des beaux-arts, 1997